# Tapeinosperma canalense
Tapeinosperma canalense är en viveväxtart som beskrevs av André Guillaumin. Tapeinosperma canalense ingår i släktet Tapeinosperma och familjen viveväxter. Inga underarter finns listade i Catalogue of Life.